# 封常清
封常清（?—756年1月27日），蒲州猗氏人（今山西临猗县），唐朝名将。

## 生平
父母早亡，外祖父犯罪，隨外祖父流放安西。初在高仙芝部任判官，天宝六年（747年）随高仙芝击败小勃律国（在今克什米尔西北部）。天宝十一年（752年）唐玄宗任命封常清担任安西副大都护，并且代理节度使之职。第二年，封常清率军攻破大勃律国（今克什米尔巴爾蒂斯坦）也是史稱大勃律之戰。天寶十三年（754年），封常清入朝，封御史大夫。
天宝十四年（755年），范阳节度使的安禄山叛乱，佔黃河以北大部份地區，封常清入朝觐见唐玄宗，封主动请缨，“臣请走马赴东京，开府库，募骁勇，挑马箠渡河，计日取逆胡之首悬于阙下”。唐玄宗很高兴，加封封常清为范阳节度使，让他到洛阳招募军队，“旬日得兵六万”，但由於承平日久，民不知戰，而六軍宿衛多市井劣徒，不能受甲，實為烏合之眾 ，反觀“祿山精兵，天下莫及”，六日之內，三戰皆敗，只得放棄洛陽，西奔陝郡。唐玄宗削其官爵，让他以布衣身份在高仙芝军中效力，他向高仙芝提議退保潼關以拒之，此舉果然奏效，安祿山麾下之崔乾祐一時不能攻下。後封常清遭监军邊令誠陷害：“常清以賊搖眾，而仙芝棄陝地數百里，又盜減軍士糧賜。” 玄宗聽信謠言，派遣邊令誠赴軍中，天寶十四年十二月二十一日（756年1月27日）和高仙芝一起被冤杀於潼关军中。
封常清臨刑前说：“常清所以不死者，不忍污国家旌麾，受戮贼手，讨逆无效，死乃甘心。” 把自己的遗表交给边令诚，请他呈送玄宗，表曰：“臣今将死抗表，陛下或以臣失律之后，诳妄为辞；陛下或以臣欲尽所忠，肝胆见察。臣死之后，望陛下不轻此贼，无忘臣言，则冀社稷复安，逆胡败覆，臣之所愿毕矣。仰天饮鸩，向日封章，即为尸谏之臣，死作圣朝之鬼。若使殁而有知，必结草军前。回风阵上，引王师之旗鼓，平寇贼之戈铤。生死酬恩，不任感激，臣常清无任永辞圣代悲恋之至。” 遂從容就死。封常清被斬後，軍隊由李承光暫領。此後戰事遂曠日持久。

## 相貌
《旧唐书·封常清传》记载封常清“细瘦，目类，脚短而跛……其貌寝”，《新唐书·封常清传》记载“以高仙芝为都知兵马使。尝出军，奏傔从三十馀人，衣褷鲜明，常清慨然投牒请豫。常清素瘠，又脚跛，仙芝陋其貌，不纳。”，意指封常清不但相貌丑陋，而且身材瘦小，斜眼，很可能还有天性长短脚，走路时不平衡，并因此應征高仙芝侍從時一度遭到高仙芝拒絕。《旧唐书·封常清传》还记载封常清“性勤俭，每出征或乘驿，私马不过一两匹”，《新唐书·封常清传》记载“性勤俭，耐劳苦，出军乘骡，私厩裁二马”。就是说封常清出征时乘骡（注：旧唐书记载“或乘驿”意思是每次出征有时乘骡，而新唐书仅记载“出军乘骡”），不像一般将帅一样骑着马出征，据《旧唐书·封常清传》记载，就连动身到东都洛阳招募时也是“乘驿赴东京召募”。

## 延伸阅读
[在维基数据编辑]
 在维基文库阅读此作者作品
 《舊唐書·卷104》，出自刘昫《舊唐書》
 《新唐書·卷135》，出自《新唐書》